# Bataille de Bryn Glas
Révolte des Gallois
Batailles
La bataille de Bryn Glas eut lieu le 22 juin 1402, près de Knighton (Powys), au pays de Galles. La bataille eut lieu entre les forces du chef rebelle gallois Owain Glyndŵr et l'armée anglaise menée par Edmond Mortimer, au nom du roi Henri IV. Elle s'inscrit dans la révolte des Gallois.

## Contexte
En 1399, le roi Richard II d'Angleterre est déposé par son cousin Henry Bolingbroke, qui monte sur le trône sous le nom d'Henri IV. À cette époque, au pays de Galles, de nombreuses personnes comme Owain Glyndŵr se voient demander pour la première fois vers qui va leur loyauté. Les Gallois étaient traditionnellement des soutiens du roi Richard, anciennement prince de Galles. Avec la déposition de Richard, les possibilités d'avancement qui leur avaient été offertes se voient soudainement considérablement réduites, ce qui amène de nombreux Gallois à s'interroger sur leur futur.
La révolte de Glyndŵr commence par une querelle avec son voisin anglais. Les De Greys de Dyffryn Clwyd étaient des seigneurs normands réputés pour être hostiles aux Gallois. Une vieille querelle les opposait à Glyndŵr. En 1399, Glyndŵr en appelle au Parlement pour résoudre l'affaire. Reginald Grey — ami du nouveau roi Henri IV — use de son influence pour faire rejeter cet appel. De plus il retient délibérément une sommation faite à Owain de rejoindre le roi lors de sa campagne militaire en Écosse. En droit, Owain était tenu de procurer des troupes. Le fait de ne pas y répondre équivalait à une trahison.
Le 16 septembre 1400, Glyndŵr passe à l'action et s'autoproclame prince de Galles. Il attaque immédiatement les territoires appartenant à Grey. Soutenu par ses cousins Rhys et Gwilym ap Tudur, Glyndŵr s'empare de nombreuses forteresses en Galles détenues par les Anglais au cours de l'année 1401. En réaction, les Anglais commettent des massacres et pillages dans les localités soupçonnées de soutenir Glyndŵr. L'armée d'Henri IV ne parvient cependant pas à stopper Glyndŵr, qui mène une guérilla efficace. 
En janvier 1402, Glyndŵr parvient à capturer son ennemi Reginald Grey. Il exige une grosse rançon du roi Henri.
Henri IV envoie Harry Hotspur combattre Glyndŵr dans le Nord du Pays de Galles et dans les Marches galloises tandis qu'une armée commandée par Edmond Mortimer franchit la frontière depuis le Herefordshire.  
Mortimer était l'oncle du comte de March, qui avait été désigné comme héritier du trône par Richard II en 1398. Les Mortimer avaient donc une meilleure revendication au trône que le roi Henri IV. Cependant, au début de l'année 1402, ils étaient toujours fidèles au roi.

## La bataille
Conscient que l'armée de Glyndŵr était victorieuse particulièrement lors d'embuscades, Mortimer décida de l'attirer à terrain découvert, sur le champ de bataille. Glyndŵr avaient cependant des espions dans la région de Bryn Glas. Il mobilisa tous ses soutiens et requit l'aide de ses cousins Tudor.
Glyndŵr divisa son armée en deux. Les archers gallois étaient placés au sommet de la colline de Bryn Glas tandis que ses fantassins et ses quelques cavaliers étaient camouflés derrière un feuillage intense dans la vallée.
Mortimer fit avancer son armée en direction des archers gallois. Cependant, ces derniers, en supériorité numérique, décimèrent leurs adversaires anglais. En même temps, les fantassins gallois sortirent brusquement de leurs cachettes et enveloppèrent l'arrière et le flanc de l'armée anglaise. Enfin, les contingents gallois de l'armée de Mortimer rallièrent leurs compatriotes, empêchant route retraite aux Anglais. L'armée anglaise fut ainsi détruite. Mortimer lui-même fut capturé.
Il est dit que les femmes galloises qui suivaient l'armée de Glyndŵr en auraient profité pour tuer les soldats anglais blessés et mutiler les corps des morts pour se venger des pillages et viols commis par les Anglais l'année précédente. 

## Conséquences
Glyndŵr proposa de relâcher Mortimer contre le versement d'une grosse rançon mais, en opposition avec la ligne suivie lors de la capture de Grey, Henri IV refuse de la payer. Le roi Henri soupçonna Mortimer de s'être rendu à Glyndŵr de plein gré. Il refusa de payer sa rançon et ordonna alors la confiscation de ses biens. Mortimer prêta alors allégeance à Glyndŵr. Le 30 novembre 1402, il épousa la fille de Glyndŵr, Catrin, et le 13 décembre, proclama avoir rejoint Glyndŵr afin de faire de son neveu, le jeune comte de March (alors emprisonné par Henri IV), le véritable roi d'Angleterre.
Mortimer sera tué lors de la chute du château de Harlech en 1409, capturé par Henri de Monmouth.